# Ribera Baixa
|  | Per a altres significats, vegeu «Ribera Baixa de l'Ebre». |

La Ribera Baixa és una comarca valencianoparlant del centre del País Valencià, amb capital Sueca.

## Geografia
La comarca històrica de la Ribera Baixa incloïa els municipis d'Albal, Alcàsser, Beniparrell, i Silla (part de l'Horta Sud), Alginet, i Benifaió (de la Ribera Alta), i Albalat de la Ribera no hi formava part. Aquesta comarca històrica apareix al mapa d'Emili Beüt "Comarques naturals del Regne de València" publicat l'any 1934. Limita al nord amb València i l'Horta Sud, a l'Est amb la mar Mediterrània, al Sud amb la Safor i a l'Oest amb Ribera Alta.

## Municipis
Les dades bàsiques dels «12 municipis», amb les xifres de població del padró municipal d'habitants 2023, són:
| Municipi             | Habitants (2023) | Sup. (km²) | Dens. (2023) (hab./km²) |
| -------------------- | ---------------- | ---------- | ----------------------- |
| Sueca                | 28.086           | 92,5       | 303,6                   |
| Cullera              | 23.753           | 53,8       | 441,5                   |
| Almussafes           | 8.996            | 10,8       | 833,0                   |
| Sollana              | 4.959            | 39,2       | 126,5                   |
| Albalat de la Ribera | 3.411            | 14,3       | 238,5                   |
| Corbera              | 3.118            | 20,3       | 153,6                   |
| Favara               | 2.664            | 9,4        | 283,4                   |
| Polinyà de Xúquer    | 2.550            | 9,18       | 277,8                   |
| Riola                | 1.780            | 5,6        | 317,9                   |
| Llaurí               | 1.208            | 13,6       | 88,8                    |
| Benicull de Xúquer   | 1.134            | 3,6        | 315,0                   |
| Fortaleny            | 1.004            | 4,6        | 218,3                   |
| Ribera Baixa         | 82.663           | 276,9      | 298,6                   |

## Monuments
La Ribera Baixa compta amb 12 Béns d'interés cultural (BIC), principalment al terme de Cullera. Cal destacar:
- La Torre de Rassef, a Almussafes
- El castell de Corbera
- El castell i muralles de Cullera

## Imatges de la Ribera Baixa

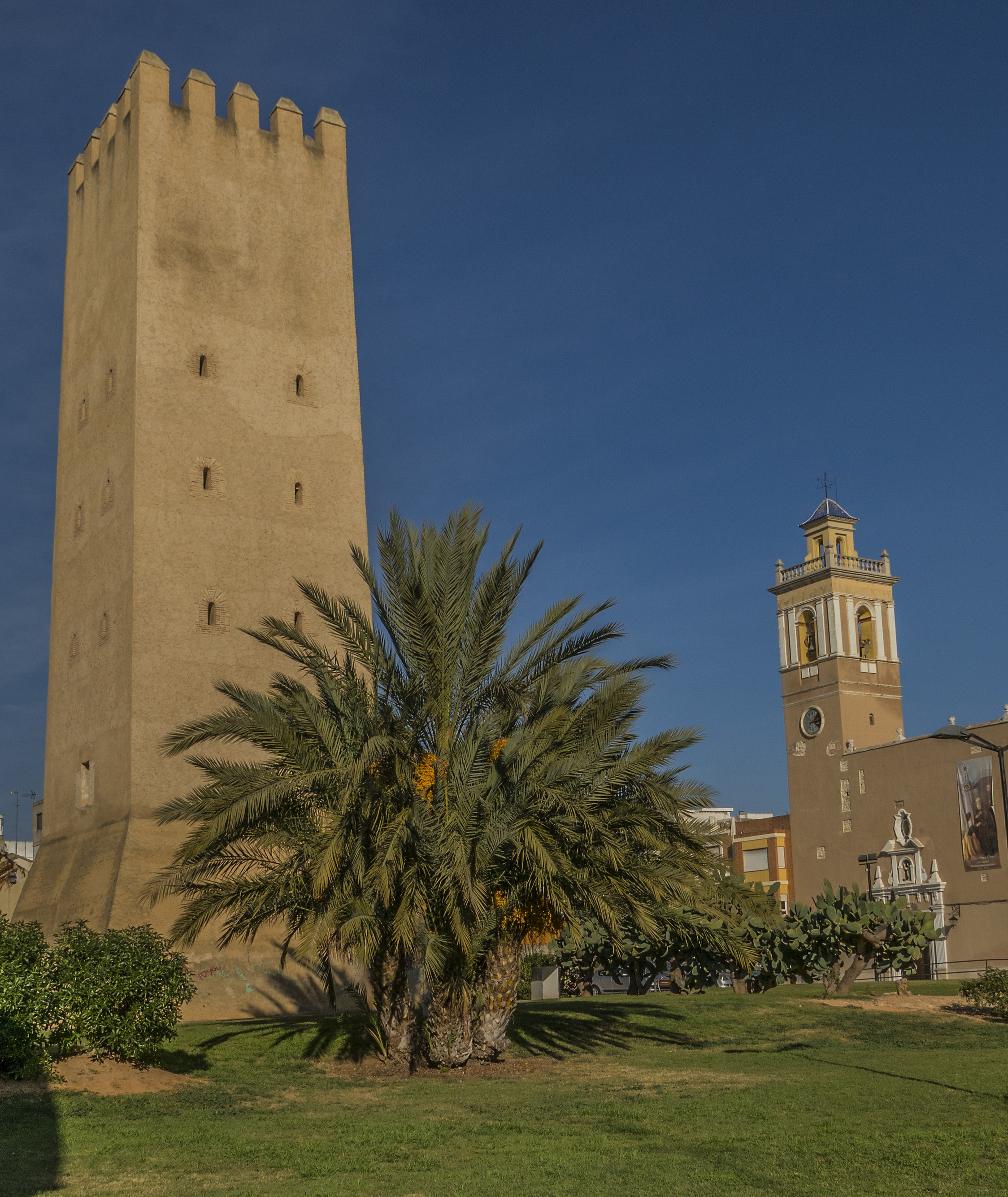
Torre de Rassef, i Església de Sant Bartomeu a Almussafes
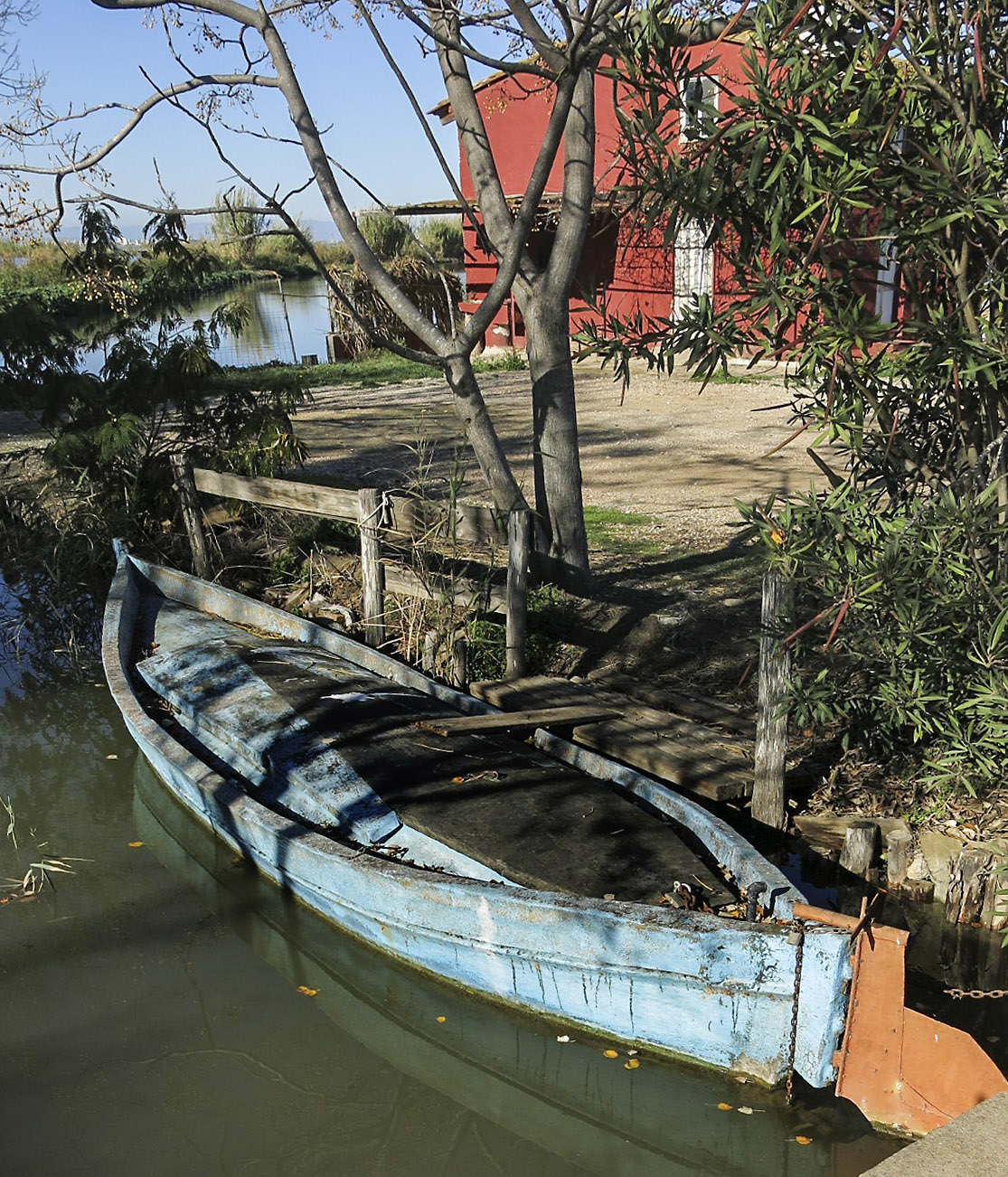
El Portet de Sollana (Parc Natural de l'Albufera de València)
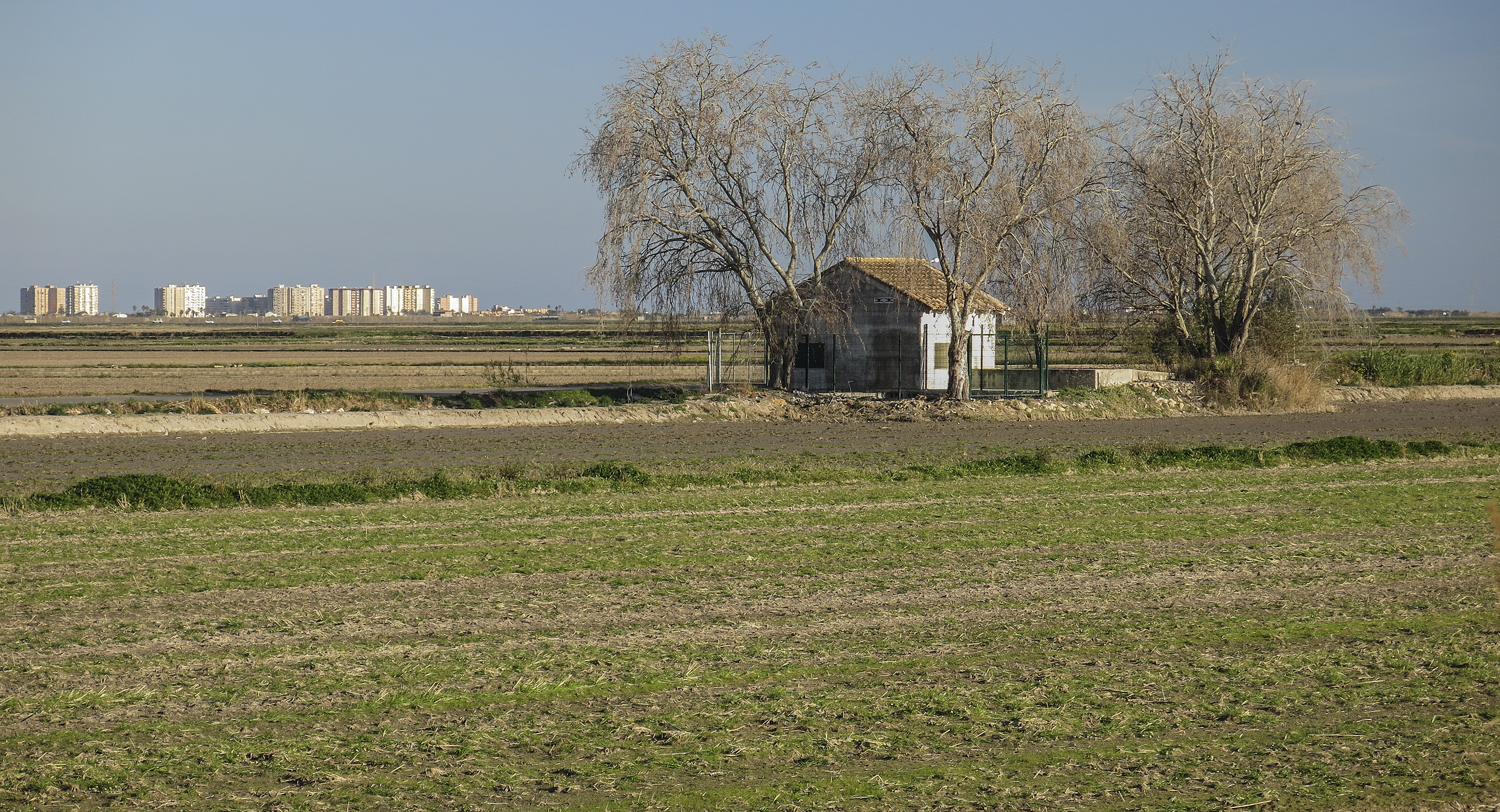
Vistes dels camps d'arròs des de l'Ullal de Baldoví, Sueca
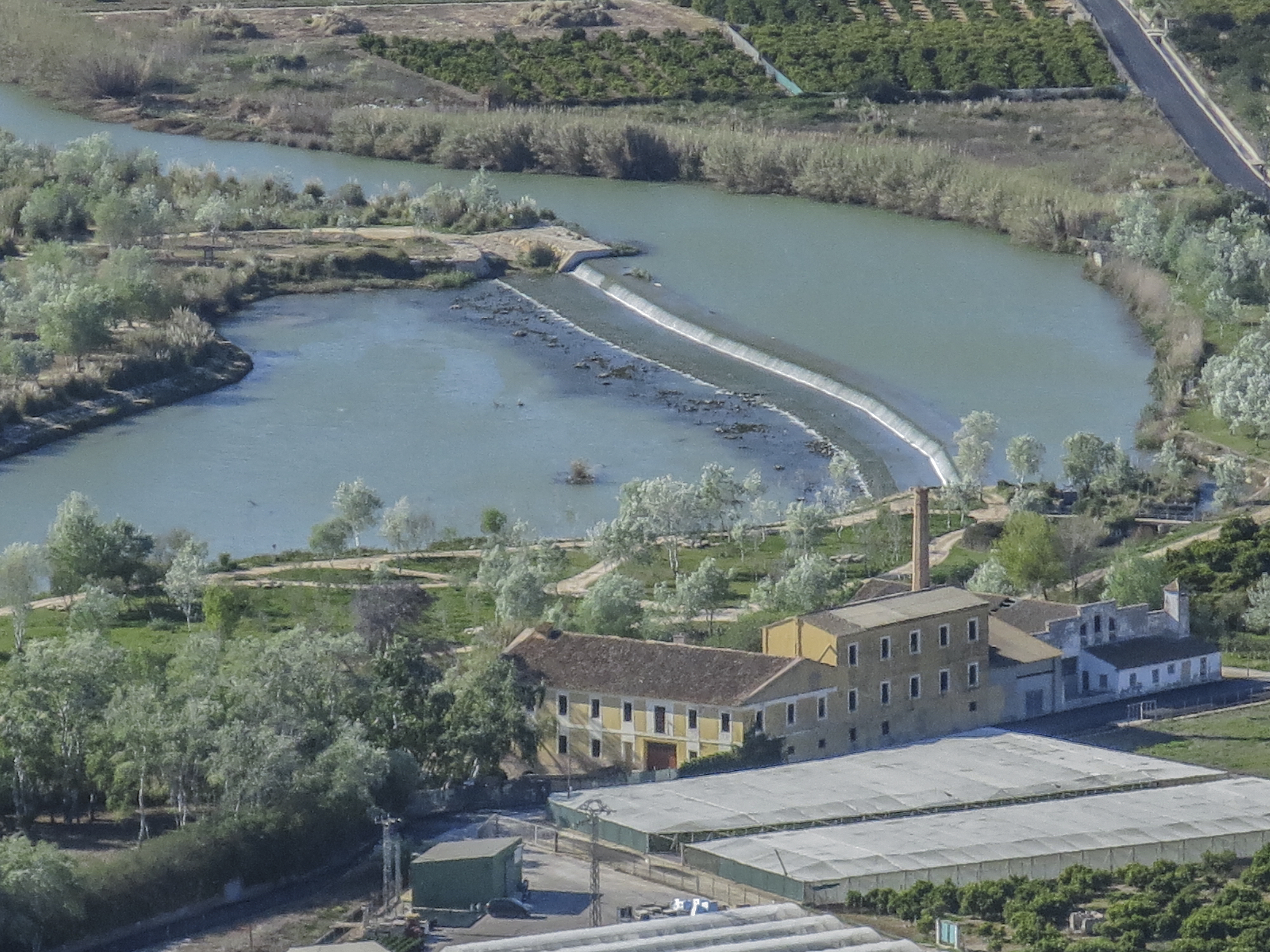
Assut de la Marquesa sobre el riu Xúquer
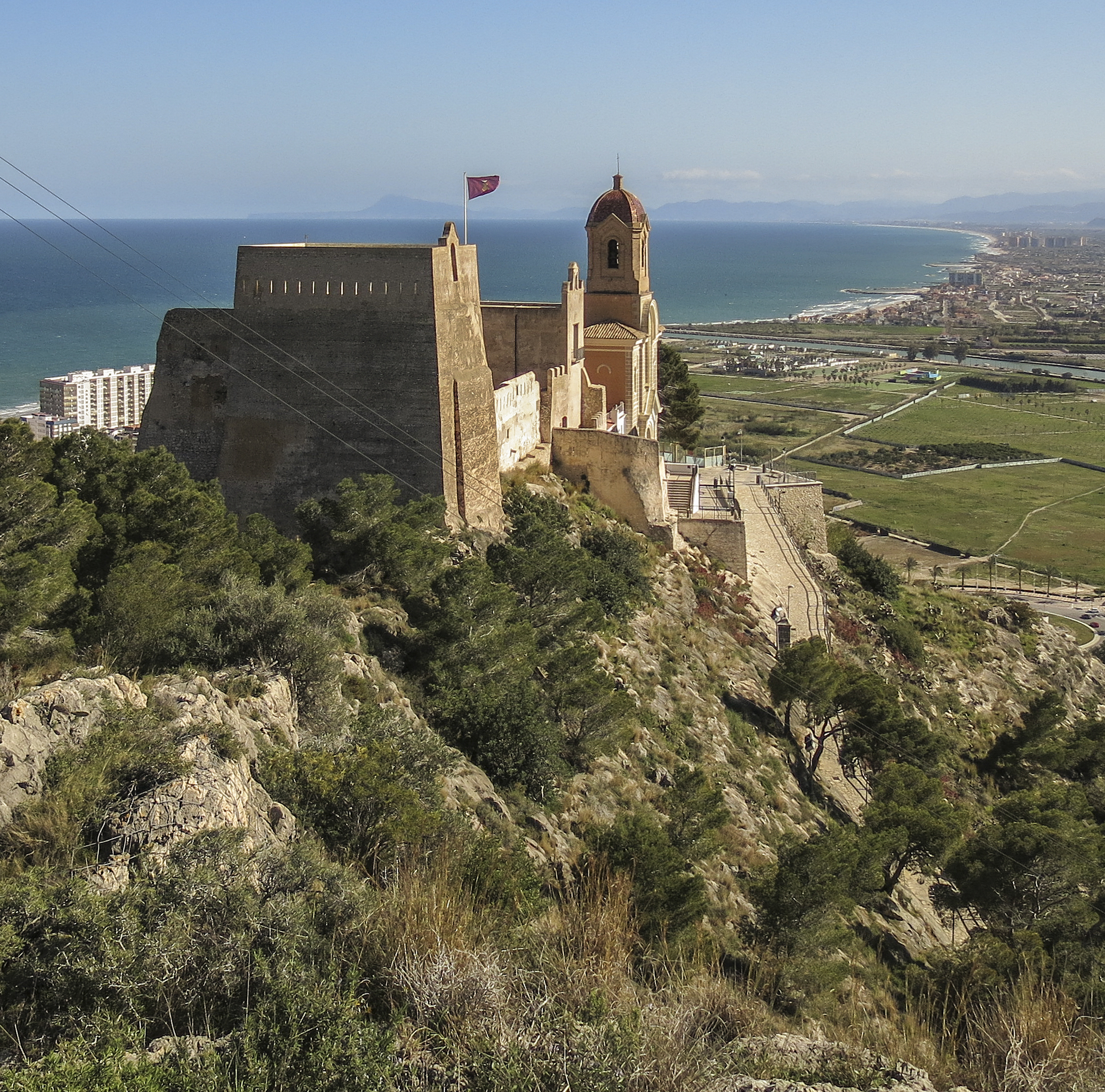
Castell de Cullera
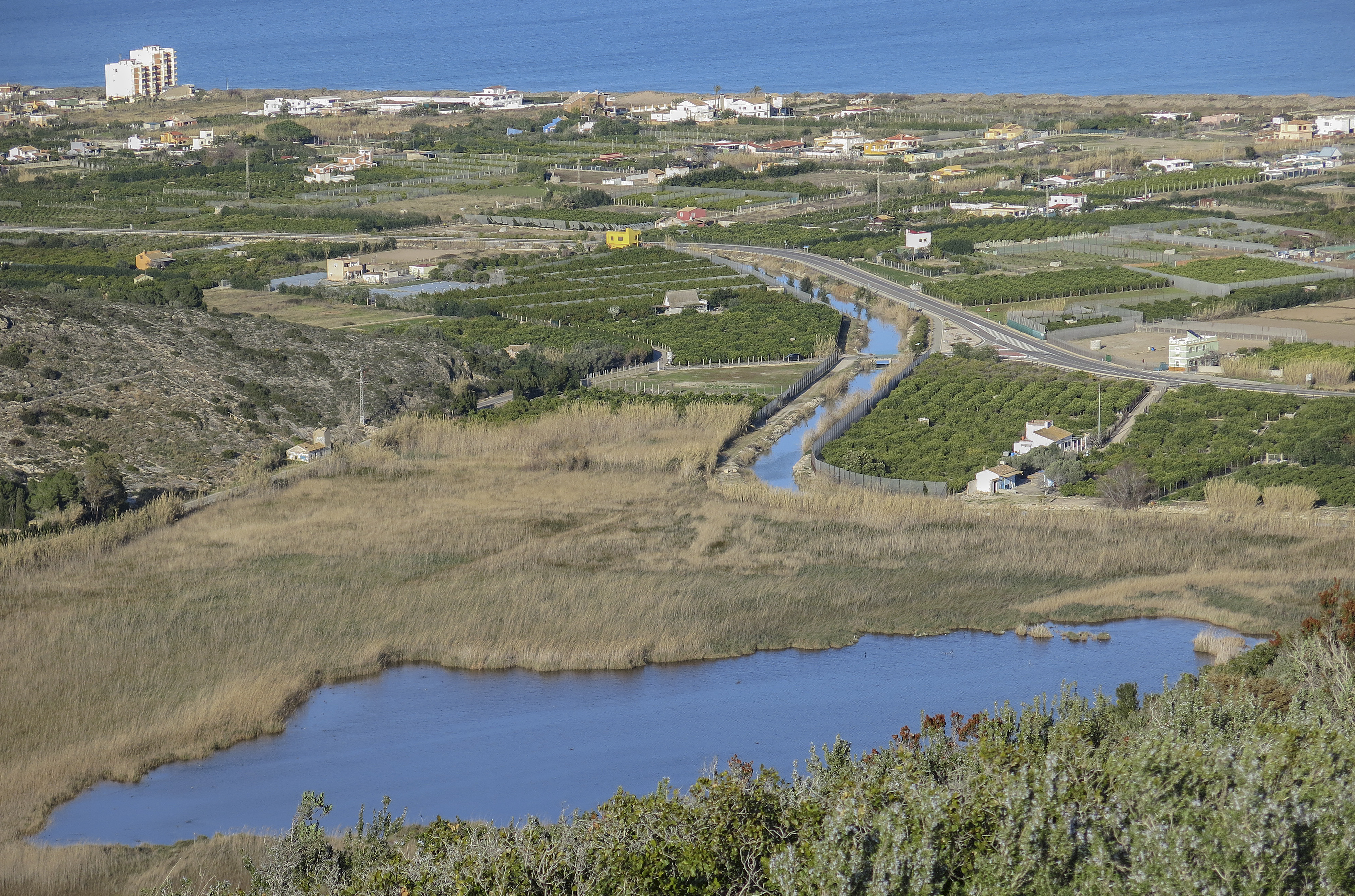
Llacuna i séquia de Sant Llorenç, i Platja del Dosser